# 弗魯什卡山
弗鲁什卡山（羅馬化：Fruška Gora）是一座位於塞爾維亞北部斯雷姆地區的山峰。因以其為中心的保護區的美麗風景，弗鲁什卡山有「塞爾維亞的寶石」之稱。弗鲁什卡山亦因豐富的地質景觀而著稱，並且是一個著名的葡萄種植區。

## 外部連結
- National Park Fruška Gora
- Tourist Guide trough Fruška Gora （页面存档备份，存于） Fruškać
- The monasteries of Fruška Gora
- Photo Gallery of Fruška Gora on www.wild-serbia.com （页面存档备份，存于）